# Reflexos en un ull daurat
Reflexos en un ull daurat (títol original en anglès: Reflections in a Golden Eye) és una pel·lícula estatunidenca dirigida per John Huston, estrenada el 1967, adaptació de la novel·la homònima del 1941 de Carson McCullers, escriptora estatunidenca, de la qual altres tres obres han estat adaptades al cinema: The Member of the Wedding per Fred Zinnemann el 1952, The Heart Is a Lonely Hunter per Robert Ellis Miller, el 1968, i The Ballad of the Sad Café per Simon Callow el 1991. Ha estat doblada al català.

## Argument
En un de fort de Georgia, el major Penderton ja no s'interessa des de fa molt de temps per la seva dona Leonora, que té per amant el tinent-coronel Langdon. L'esposa d'aquest últim queda pertorbada pel naixement d'un nen deficient.
Un jove soldat, Williams, vindrà a pertorbar una mica més aquest univers tèrbol. El major se sentirà irresistiblement atret per Williams, mentre aquest intentarà seduir Leonora.

## Repartiment
- Marlon Brando: Major Weldon Penderton
- Elizabeth Taylor: Leonora Penderton
- Brian Keith: Tinent Coronel Morris Langdon
- Julie Harris: Alison Langdon
- Robert Forster: Soldat L.G. Williams
- Gordon Mitchell: Un sergent
- Zorro David: Anaclecto
- Friedrich von Ledebur (No surt als crèdits): Un tinent a la Garden Party
- Harvey Keitel (No surt als crèdits): Un soldat

## Al voltant de la pel·lícula
- Un anunci obre la pel·lícula: "Hi ha un fort al Sud on heus aquí va ser comès un crim fa alguns anys". En realitat, darrere aquesta idea simple, es tracta d'una pel·lícula brillant sobre la bogeria i les desviacions on els actors formen una ronda perversa.
- Montgomery Clift havia d'interpretar inicialment el major Penderton. Però les asseguradores dubtaven de la seva salut física, la solidesa de la qual era necessària per fer el paper. La seva amiga Elizabeth Taylor va renunciar fins i tot al seu salari per assegurar-li el paper. Amb 45 anys, debilitat per llargs anys de malaltia, va morir d'una crisi cardíaca poc temps abans que comencés el rodatge.
- La pel·lícula és, simbòlicament, descrita com desenvolupant-se en el reflex de l'ull daurat d'un paó dibuixat. Això explica el títol i la raó del tractament inicial de la pel·lícula inicial amb un bany de pigments d'aquest color. Cada escena implicava, per crear un contrast, un element que tenia el seu color real. Però el públic va restar confós per aquesta novetat i la pel·lícula va sortir en una versió clàssica.
- Les fotografies de Marlon Brando vestit de Major Penderton van ser utilitzades més tard pels productors d'Apocalypse Now, que necessitaven fotos de Brando més jove per incloure-les en les fulls de servei del jove coronel Walter Kurtz.